# Kościół Świętej Trójcy w Sidrze
Kościół pw. Świętej Trójcy w Sidrze – rzymskokatolicki kościół parafialny we wsi Sidra, w województwie podlaskim. Należy do dekanatu Dąbrowa Białostocka archidiecezji białostockiej.

## Historia
Budowa murowanego kościoła rozpoczęła się w 1705 roku. Została wtedy zbudowana tymczasowa drewniana kaplica. Do tej pory nabożeństwa były odprawiane w zamku w Sidrze. Prace budowlane zostały przerwane przez wydarzenia wojenne w 1706 roku.

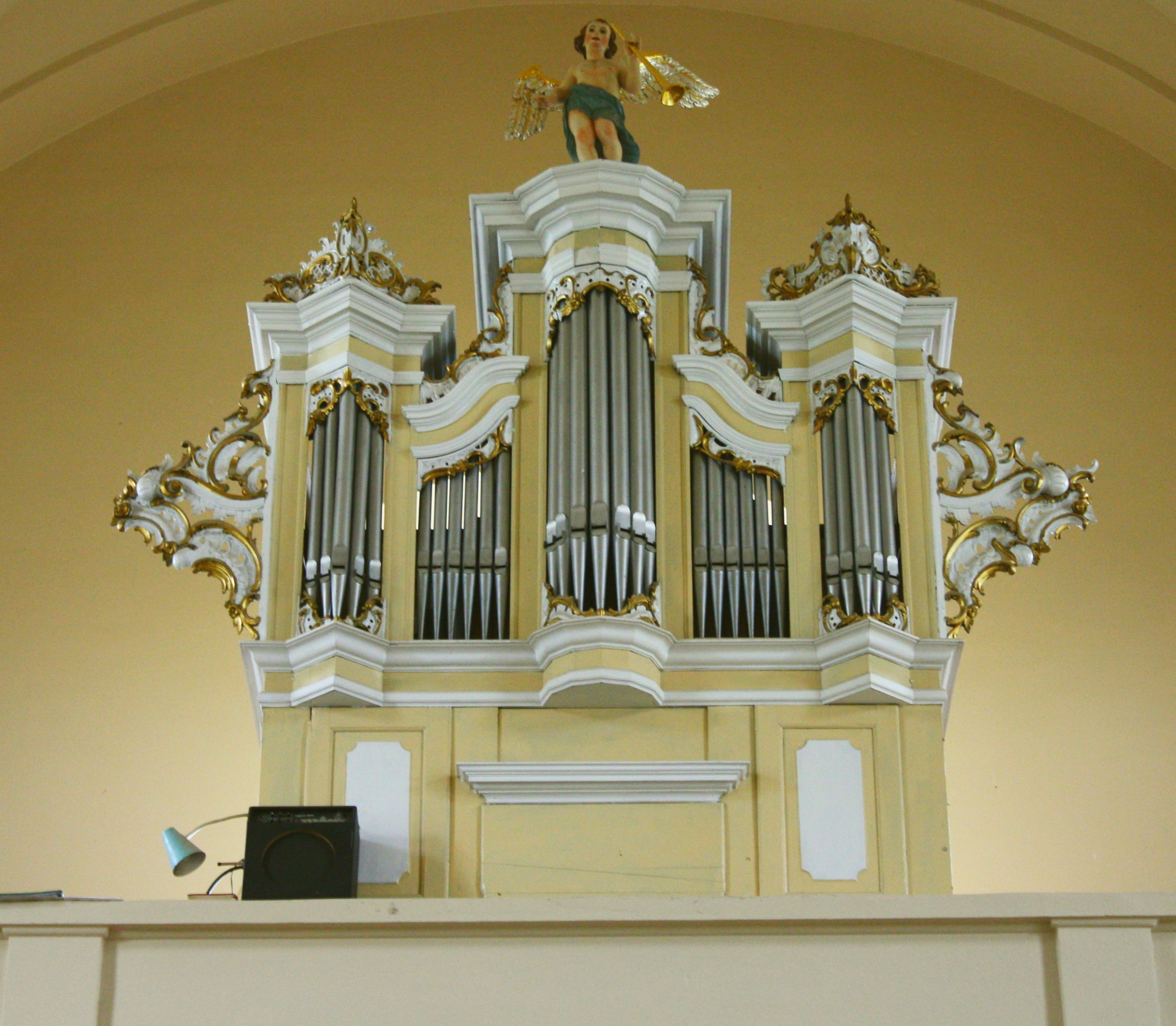
Organy

Świątynia murowana, pod wezwaniem Trójcy Świętej, została ukończona dopiero w latach 1781-1783 dzięki staraniom ówczesnego właściciela Sidry Ignacego Potockiego. Murowana świątynia została wzniesiona w stylu neoklasycystycznym według projektu włoskich architektów, Józefa Fontanę II i Józefa Piolę przy współudziale polskiego architekta Kuczyńskiego. 
Po drugiej wojnie światowej budowla była kilkakrotnie odnawiana, podczas urzędowania księdza Wincentego Grzybowskiego i księdza Stanisława Rabiczki. W dniu 27 listopada 1981 roku biskup Edward Kisiel konsekrował nowy ołtarz i kościół parafialny w Sidrze.